# HuniePop 2: Double Date
 (mars 2022).
HuniePop 2: Double Date est un jeu vidéo de tile-matching combiné à un jeu de drague créé et développé par Ryan Koons, mieux connu sous le pseudonyme HuniePot.
Publié le 8 février 2021 sur Steam et suite officielle de son prédécesseur HuniePop, le joueur entre dans la peau d'un jeune homme devant sauver le monde de la destruction par un duo intergalactique.

## Trame
Les Nymphojinn, un duo de succubes intergalactiques composé de Moxie et Jewn, se sont installées à l'intérieur du Mont Nymphojaro, un volcan sur Inna de Poona, une île de vacances touristique. Elles se réveillent tous les dix mille ans, et leur rage est connue pour avoir anéanti des galaxies entières. Une légende raconte que seul un héros capable de les satisfaire sexuellement peut les rendormir...

## Système de jeu
Comme son prédécesseur, HuniePop 2 est un jeu de tile-matching combiné à un jeu de drague dans lequel le joueur doit séduire des femmes à travers des rencards. Bien que les parties "discussion" et "rencards" soient toujours présentes, le jeu se concentre plus sur le triolisme, méthode sine qua non pour récolter des ailes de fée permettant de réveiller les Nymphojinn.
Dans les parties "rencards", le joueur doit remplir une Barre d'affection en combinant des jetons avant qu'il épuise les tours qui lui sont alloués. Les jetons restent les mêmes, avec l'ajout d'un quatrième jeton spécial, l'Endurance. En effet, malgré le côte trioliste des rencards, le joueur ne peut se concentrer que sur une seule partenaire à la fois, et combiner des jetons envers elle fait décroître son endurance. Lorsque son endurance est vide, le joueur changera automatiquement vers l'autre partenaire, et le joueur devra attendre quelques tours avant qu'il puisse revenir vers la partenaire d'origine.
Pendant les parties "discussion", le joueur aura les mêmes choix que dans le premier jeu, c'est-à-dire engager un rencard, offrir un cadeau ou encore engager une discussion. Pendant cette dernière, il se peut que le joueur se verra poser une question en relation avec la personnalité ou le passé de sa partenaire : cette question cache un Bagage, un objet permettant de hausser la difficulté des rencards : par exemple, le bagage peut entraîner un drain d'endurance plus important ou encore infliger au joueur l'impossibilité d'offrir certains cadeaux.

## Personnages

### De base
Le joueur peut rencontrer 12 partenaires. Lola Rembrite et Jessie Maye reviennent du prédécesseur HuniePop :
- Lailani Kealoha : Une jeune Polynésienne travaillant comme réceptionniste à l'hôtel Love Lei. Elle est timide, a une faible estime de soi et se considère elle-même laide par rapport aux autres partenaires du jeu. Son trait préféré est la Romance.
- Nora Delrio : Une dealeuse de cocaïne mexicaine travaillant comme femme de chambre à l'hôtel Love Lei. Ses problèmes financiers la poussent souvent à voler les bijoux de Lola. Son trait préféré est la Romance.
- Polly Bendleson : Cette vidéaste web transgenre spécialisée dans les astuces beauté a une passion obsessionnelle pour les années 1950 à 1980, au point d'affirmer d'être née dans la mauvaise décennie. Son trait préféré est le Flirt.
- Candace Crush : Une stripteaseuse amicale et pleine d'énergie mais avec trois défauts majeurs : elle est accro à la cocaïne, pas très intelligente et une vraie tête-en-l'air. Son trait est le Flirt.
- Ashley Rosemary : Travaillant comme mannequin avec plus de deux millions d'abonnés sur les réseaux sociaux, cette jeune femme britannique est aussi à la tête de son propre groupe de punk. Son trait préféré est la Sexualité.
- Brooke Belrose : Mère de famille française ainsi qu'une entrepreneuse de renom, cette femme dans la quarantaine a un goût pour les cadeaux luxueux et n'aime son mari que pour son argent. Son trait préféré est le Talent.
- Lola Rembrite : Cette hôtesse de l'air afro-anglaise travaille en temps partiel pour se concentrer sur ses projets de devenir une star de la mode. Son trait préféré est le Talent.
- Abia Nawazi : Cette agente de sécurité arabe travaillant à l'aéroport ne pense qu'à l'accouplement, au point que cela s'immisce dans sa vie sous forme de quiproquos involontaires. Son trait préféré est la Sexualité.
- Jessie Maye : Cette ancienne actrice pornographique a perdu son travail et a un côté plus mélancolique, mais a gardé son sens de l'humour et de la flatterie. Son trait préféré est la Romance.
- Lillian Aurawell : Une adolescente gothique et sarcastique, ayant développée une haine profonde pour la vie et cherchant le meilleur moyen de se suicider. Son trait préféré est la Sexualité.
- Denise Greene : Se considérant elle-même inhumaine, cette afro-américaine passionnée de sorcellerie brise souvent le quatrième mur avec sa vaste connaissance de l'histoire du jeu. Son trait préféré est le Talent.
- Sarah Stevens : Obsédée par la culture japonaise, cette ganguro travaillant dans un magasin de thé aux perles est connue pour son caractère casse-pieds, agaçant tous ceux qui l'entourent. Son trait préféré est le Flirt.

### Nymphojinn
Les Nymphojinn sont un duo de succubes intergalactiques, se réveillant tous les dix mille ans pour laisser leur rage détruire des galaxies entières si elles ne sont pas satisfaites sexuellement :
- Moxie : La Nymphojinn rose, symbole du soleil et de la lumière. Arrogante et colérique, elle ne mâche pas ses mots et perd facilement son sang-froid.
- Jewn : La Nymphojinn bleue, symbole de la lune et des ténèbres. Gardant son sang-froid en toutes circonstances, elle adore se moquer du joueur.

## Accueil
À l'instar de son prédécesseur, HuniePop 2 a été bien accueilli par les critiques : ainsi, Metacritic argument que « HuniePop 2 n'est pas censé être une histoire sérieuse, mais c'est un jeu de tile-matching sérieux », ce qui mènera à une note finale de 75 sur 100. De plus, GotGame argumente que « HuniePop 2 est une très bonne suite, et continue la série de bon titres de HuniePop. Si vous êtes un fan de la série, cela en vaut les 20 dollars, et c'est une belle expérience même pour un débutant », ce qui aboutira avec une note finale de 8,5 sur 10.